# Char de dépannage

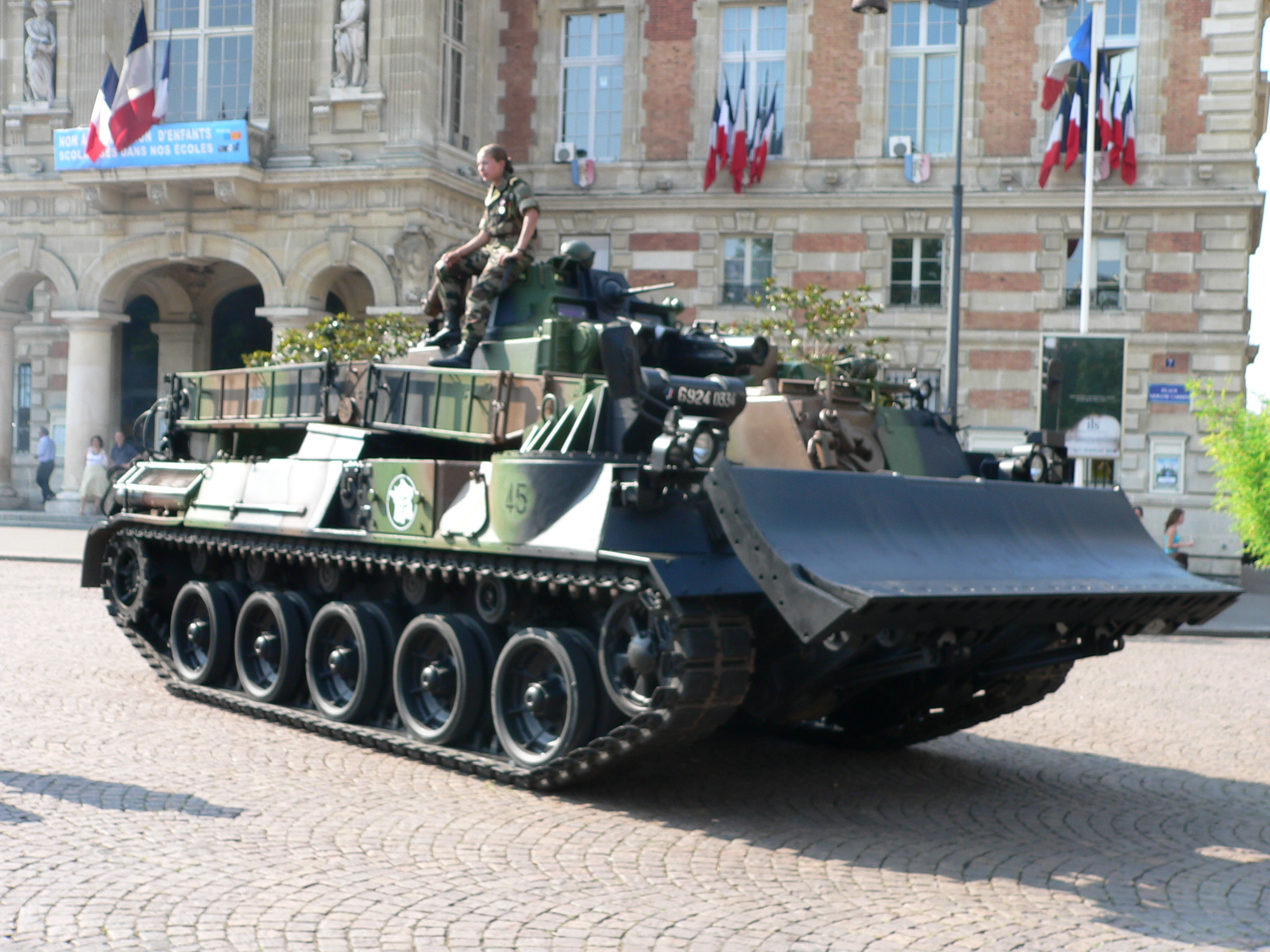
Char de dépannage français basé sur le chassis de l'AMX 30.

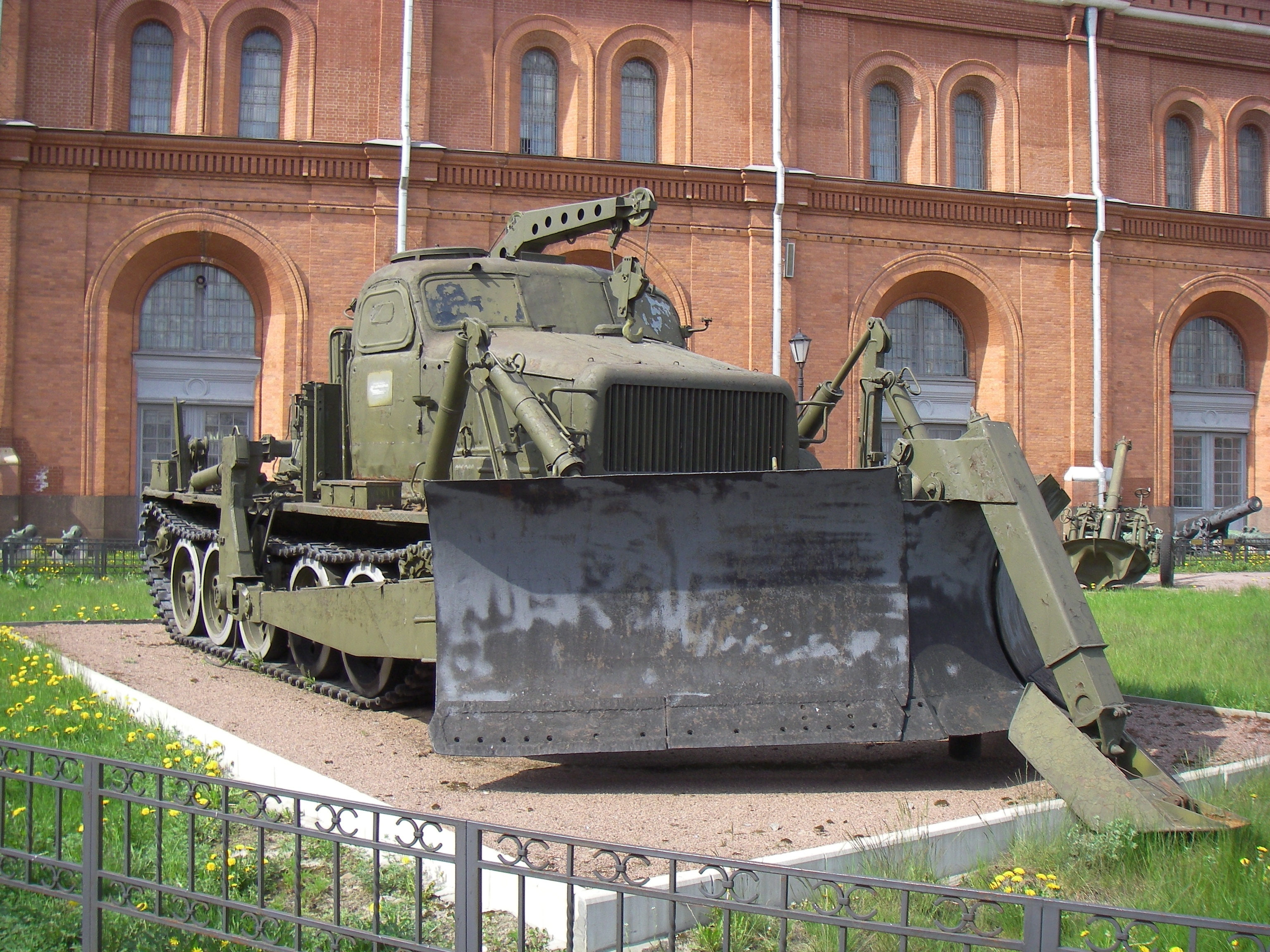
BAT-M russe

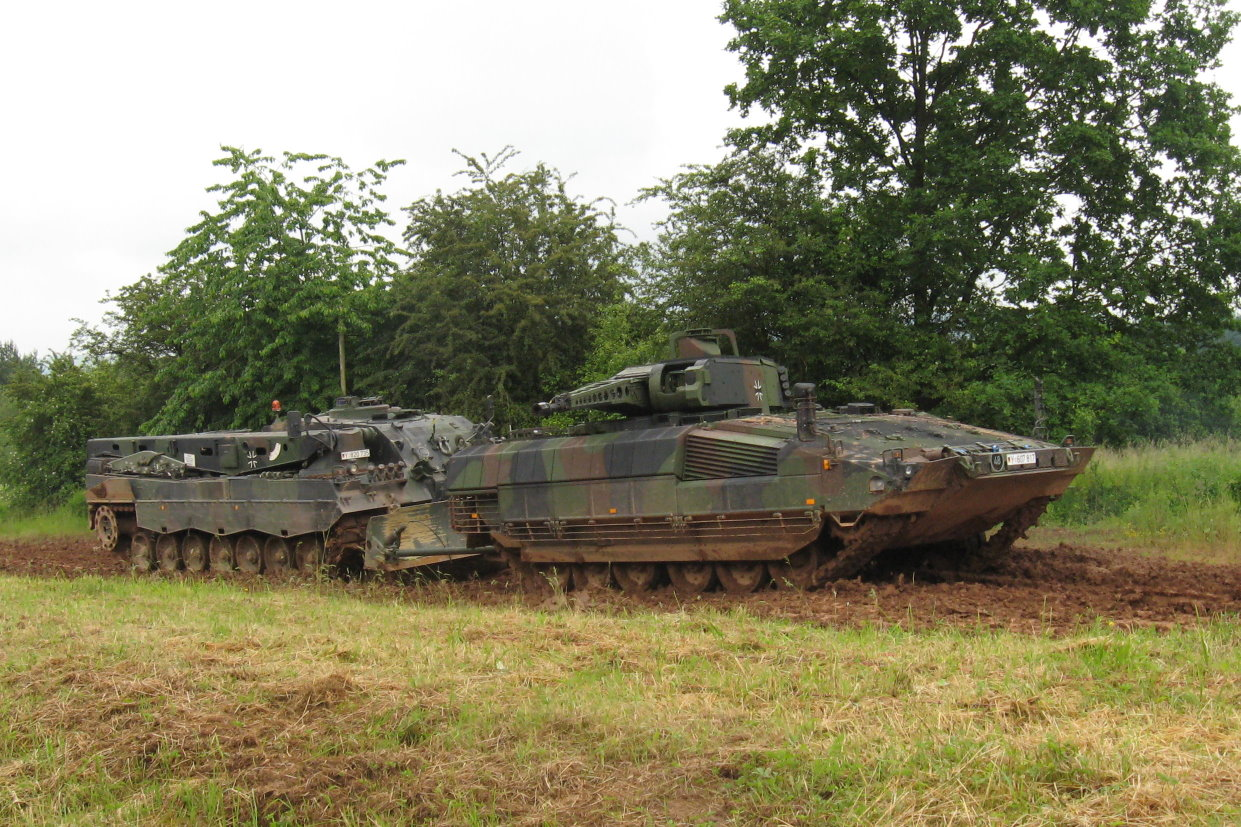
Char Buffle (à gauche) allemand dépannant un véhicule de combat d'infanterie Puma

Un char de dépannage est un véhicule militaire blindé servant au dépannage de char de combat ou de tout autre véhicule militaire sur un champ de bataille.

## Histoire
À la suite de l’invention du char d’assaut pendant la Première Guerre mondiale, la question se posa rapidement sur la manière dont ils pouvaient être dépannés. En dehors du champ de bataille, il était possible de faire appel à des dépanneuses sur roues, par exemple des camions Peerless équipés d’une grue ou à des tracteurs d’artillerie comme le American Holt. Il n’était toutefois pas possible d’utiliser ces véhicules à proximité immédiate du front, du fait de leur vulnérabilité. Lorsqu’il y avait du danger, la mission était donc confiée à d’autres chars, mais la grande irrégularité du terrain, associée au fait que ces véhicules n’étaient pas prévus pour cette tâche, faisait que les chars endommagés étaient le plus souvent réparés sur place ou abandonnés si ce n’était pas possible. Par ailleurs, toute tentative de dépannage sous le feu était inenvisageable.

## Description
Les chars de dépannage qui peuvent être engagés dans des missions du génie constituent une catégorie à part des chars du génie car ils sont prévus d'être engagés sous le feu ennemi en première ligne, se trouvant de fait incorporés au sein des unités blindées parallèlement aux chars de combat.

## Dans le monde
- Espagne L'Espagne met en œuvre les moyens suivants de dépannage militaire: Büffel (+génie militaire), Centauro VCREC (+génie militaire), Char M47 Patton, Blindé moyen sur roues Recup, International MaxxPro
- France Char de dépannage DNG/DCL : 30 véhicules
- Suisse 25 chars de dépannage Büffel ont remplacé 69 chars de dépannage 65/88